# Vagrauta
Vagrauta (łac. Diocesis Vagrautensis) – stolica historycznej diecezji we Cesarstwie rzymskim w prowincji Numidia zlikwidowana w VII w. podczas ekspansji islamskiej, współcześnie w północnej Algierii. Obecnie katolickie biskupstwo tytularne. 

## Biskupi tytularni
| Lp. | Biskup                  | Funkcja                                       | Od                | Do                   |
| --- | ----------------------- | --------------------------------------------- | ----------------- | -------------------- |
| 1   | Geoffrey Ignatius Burke | biskup pomocniczy Salford (Wielka Brytania)   | 26 maja 1967      | 13 października 1999 |
| 2   | George Leo Thomas       | biskup pomocniczy Seattle (USA)               | 19 listopada 1999 | 23 marca 2004        |
| 3   | Cornelio Wigwigan       | wikariusz apostolski Bontoc-Lagawe (Filipiny) | 15 kwietnia 2004  | 16 maja 2005         |
| 4   | Juan Frausto Pallares   | biskup pomocniczy León (Meksyk)               | 10 grudnia 2005   |                      |